# Parkeisenbahn Hjerl Hede
| Streckenlänge: | 0,8 km                 |                |                |
| Spurweite: | 700 mm ab 1988: 785 mm |                |                |
| |                        |                |                |
| \| \| 0,0 \| Museumsbahnhof \| Museumsbahnhof \| \| \| 0,8 \| Betriebswerk \| Betriebswerk \| \| \| \| \| \| \| Quellen: [1] \| \| \| \| |                        |                |                |
| Haltepunkt / Haltestelle Streckenanfang                                                                                                  | 0,0                    | Museumsbahnhof | Museumsbahnhof |
| Haltepunkt / Haltestelle Streckenende | 0,8                    | Betriebswerk   | Betriebswerk   |
| |                        |                |                |
| Quellen: |                        |                |                |

Die Parkeisenbahn Hjerl Hede ist eine schmalspurige Bahnstrecke im dänischen Freilichtmuseum Hjerl Hede in der Kommune Holstebro in der Verwaltungsregion Midtjylland. Sie wurde 1975 in Spurweite 700 mm erbaut und im Herbst 1988 auf 785 mm umgespurt.

## Geschichte
Die Ursprünge des Freilichtmuseums gehen auf die 1930er Jahre zurück, als erstmals ein alter Bauernhof als Museum hergerichtet wurde. Zuerst wurden Handwerkstechniken gezeigt, später wurde das Museum um eine Genossenschaftsmolkerei und ein Waldmuseum erweitert.
Die 1975 erbaute Strecke führt durch die Plantagen von Hjerl Hede und am Flyndersø, dem größten Eiszeitsee Dänemarks entlang.
Die verwendeten Schienen und Bahnschwellen stammen von einer stillgelegten Schmalspurstrecke des staatlichen Wasserbauwesens (dänisch Vandbygningsvæsen), dem Vorgänger des heutigen Kystdirektoratet. Die Strecke lag an der Westküste von Jütland und wurde für den Transport von Material und Personal bei der Errichtung und Reparatur von Buhnen genutzt. Die Schienen sind mit Laschen verschraubt und mit Nägeln an den Schwellen befestigt.

### Fahrzeuge
Insgesamt sind folgende Lokomotiven vorhanden:
| Nummer | Bauart           | Achsfolge | Hersteller                              | Fabr.-Nr./ Baujahr | Besonderes |
| ------ | ---------------- | --------- | --------------------------------------- | ------------------ | --- |
| HH 1   | Tenderlok        | B t       | Henschel & Sohn, Kassel                 | 17819 1921         | für Baufirma Philip Pedersen og Arvid Holm geliefert, 1988 von 750 mm auf 785 mm umgespurt                                           |
| HH 2   | Tenderlok        | B t       | Lokomotivfabrik Krauss & Comp., München | 8477 1929          | für Zementfabrik ØK in Nørresundby geliefert, dort Nr. 10, seit 1994 im Freilandmuseum, kleinste betriebsfähige Dampflok Nordeuropas |
| FJ 4   | Tenderlok        | C 1t      | Lokomotivfabrik Krauss & Comp., München | 5599 1907          | für Faxe Kalkbrud geliefert, bis 1973 im Einsatz, von Torben Juul gekauft. Seit 1992 nach einem Schaden an der HH 1 im Einsatz       |
| D 11   | Diesellokomotive | B         | Pedershaab Maskinfabrik, Brønderslev    | 465 1955           | an Vandbygningsvæsenet geliefert, von Hjerl Hede Mitte der 1970er Jahre erworben, wird als Rangierlokomotive verwendet               |

Der Wagenpark besteht aus:
- Kongevognen: Der Wagen besitzt zwei Drehgestelle und wurde Mitte der 1970er Jahre vom Vandbygningsvæsenet in Thyborøn übernommen. Er wurde ursprünglich für König Frederik IX. für eine Besichtigungsreise gebaut und diente dann dem Personaltransport auf die Baustellen
- Geschlossener Wagen J3–1, zweiachsig
- Holztransportwagen J3–2, zweiachsig, ursprünglich geschlossen, später zum offenen Transportwagen umgebaut
- Güterwagen 449–452: Drehgestellwagen, sie wurden verwendet, um Zuckerrüben zu den Zuckerfabriken in Südfünen, Lolland und Falster zu transportieren. Wagen Nr. 449 ist original, während die Nr. 450, 451 und 452 nachgebaut wurden. Ursprünglich 700 mm Spurweite, für Hjerl Hede 1988 umgespurt